# Capela de São Sebastião (Erada)

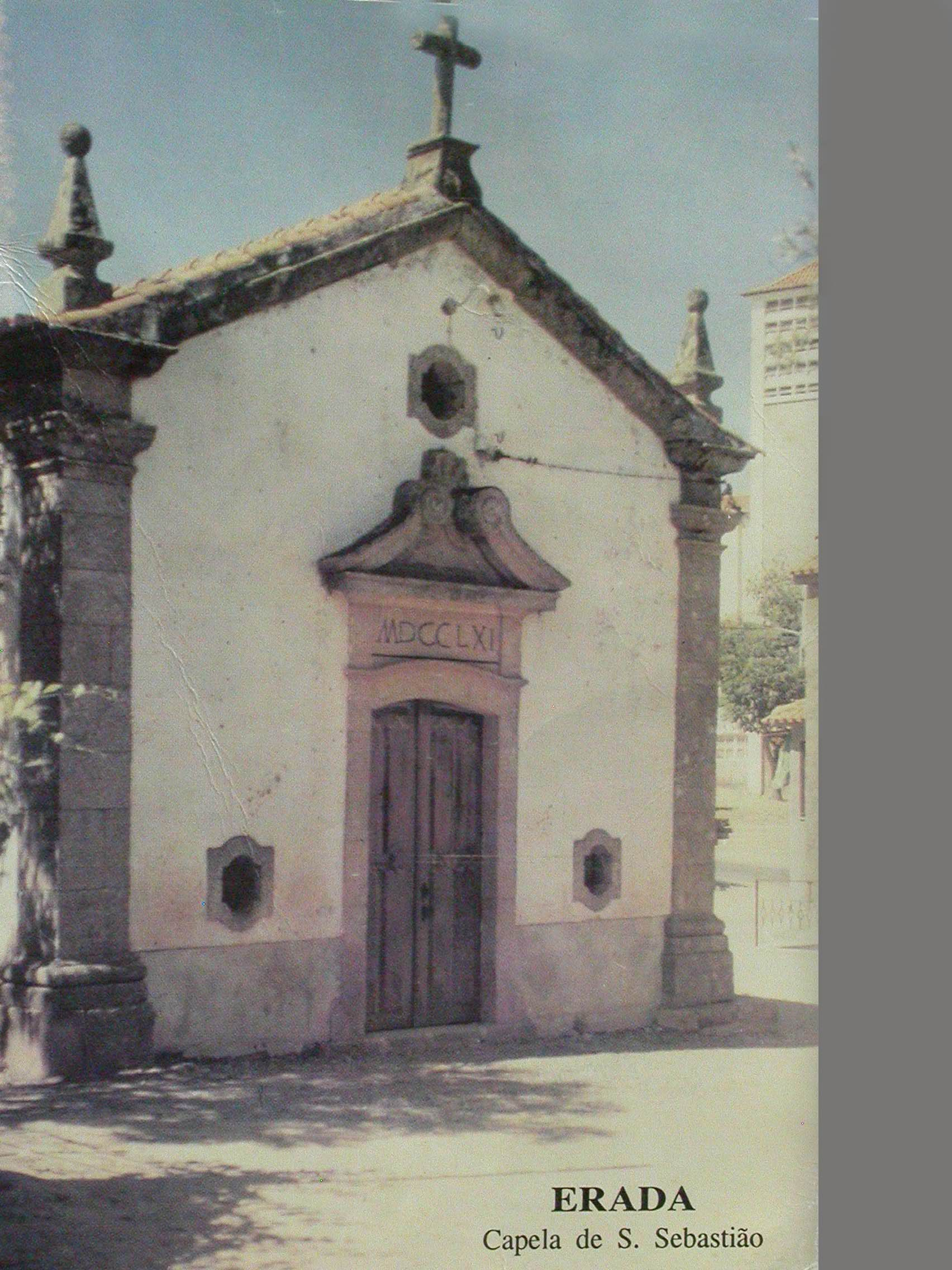
Capela de São Sebastião (Erada)

A Capela de São Sebastião localiza-se na Rua de São Sebastião da freguesia de Erada, município da Covilhã, distrito de Castelo Branco, em Portugal.
Foi classificada como Monumento de Interesse Público em 2012.

## História
Esta capela remonta a 1761. Possui uma cúpula fingida que cobre a capela-mor, que foi pintada por volta de 1761 por autor desconhecido. O desenho é composto por anjos celestiais.